# Sitio de Algeciras (859)
El sitio de Algeciras o ataque vikingo a Algeciras de 859 fue un hecho de armas acontecido en la ciudad andalusí de Al Yazira Al-Jadra (actual Algeciras). Tuvo lugar en algún momento no determinado por las fuentes de ese año, cuando tropas danesas e irlandesas en 62 barcos de guerra al mando de los caudillos Hasting Alsting y Björn Ragnarsson Jernside asediaron durante tres días y posteriormente asaltaron y saquearon la ciudad en el contexto de las incursiones vikingas a las costas de la Europa occidental.

## Antecedentes
Las razias en la costa occidental de Europa por parte de tropas de pueblos nórdicos, denominados comúnmente vikingos, comenzó en el año 793 con el ataque al monasterio de Lindisfarne en Gran Bretaña. Este primer asalto marca el punto de apertura de la llamada ruta del oeste (Vestvegr) de noruegos y daneses que completaba la tradicional ruta del este que venían empleando estos pueblos desde siglos antes. La ruta del oeste poseía dos ramificaciones, una hacía la península del Labrador y otra por la costa europea hacia el sur pasando por la costa de la península ibérica y a través del estrecho de Gibraltar (llamado Njörvasund) para continuar hasta Constantinopla.
Los primeros ataques vikingos documentados en la península ibérica tuvieron lugar en las costas gallegas en los años 843 o 844. Tras asaltar varias aldeas de la costa septentrional, la flota vikinga desembarcó cerca del Farum Brigantium (la Torre de Hércules) atraídos por esta construcción y suponiendo que los pueblos que habían construido debían poseer grandes riquezas. En los alrededores del faro, los vikingos son rechazados contundentemente por el ejército de Ramiro I que había estado agrupándose desde los primeros ataques. Tras este encuentro, los cristianos capturan varias naves y hacen huir al resto de la flota.
Los vikingos supervivientes, en gran número según dicen las fuentes, continúan hacia el sur llegando a la ciudad de Lisboa, a la que asedian hasta tres veces. Tras esto prosiguen hacia Cádiz, donde se establecieron por la facilidad de comunicaciones. El 29 de septiembre de 845, las naves de guerra desembarcan en la ciudad de Sevilla tras haber remontado el río Guadalquivir. Atacan la ciudad, penetrando en ella y saqueándola durante varios días. Ante la gran matanza que causan entre los habitantes sevillanos, las tropas del emir de Córdoba Abd al-Rahman II se agrupan en la ciudad de Carmona. Los andalusíes presentan batalla a los asaltantes en Tablada, causando numerosas bajas en las tropas vikingas y obligando al resto a salir de la ciudad. Algunas fuentes mencionan un temprano ataque a la ciudad de Algeciras en esta primera incursión; otras, sin embargo, no lo nombran aunque hablan de ataques a otras ciudades cercanas a Sevilla, por ejemplo, isla Cristina, donde debieron establecerse durante un tiempo, para emprender posteriormente el regreso al norte.
Tras estos tempranos ataques, la población de al-Ándalus, que llamaba a estos invasores madjus, mayus o machus (adoradores del fuego), quedaron prevenidos del peligro que suponían los rápidos asaltos de los pueblos nórdicos. El emir cordobés Adb al-Rahman II mandó apostar una flota en los alrededores del golfo de Cádiz y un sistema de vigilancia costera que permitiera una reacción más rápida.
En el año 858 vuelven las tropas nórdicas, compuestas por efectivos daneses e irlandeses que penetran por la costa de Galicia provenientes de Francia. Tras ser rechazados, continúan por la costa atlántica hasta el sur. Se enfrentan en las costas del Algarbe a la flota de Muhammad I, sucesor de Abd al-Rahman II, y al no conseguir penetrar por el valle del Guadalquivir como habían hecho unos años antes, siguen por la costa hacia el estrecho de Gibraltar.

## Sitio de Al Yazira Al-Jadra

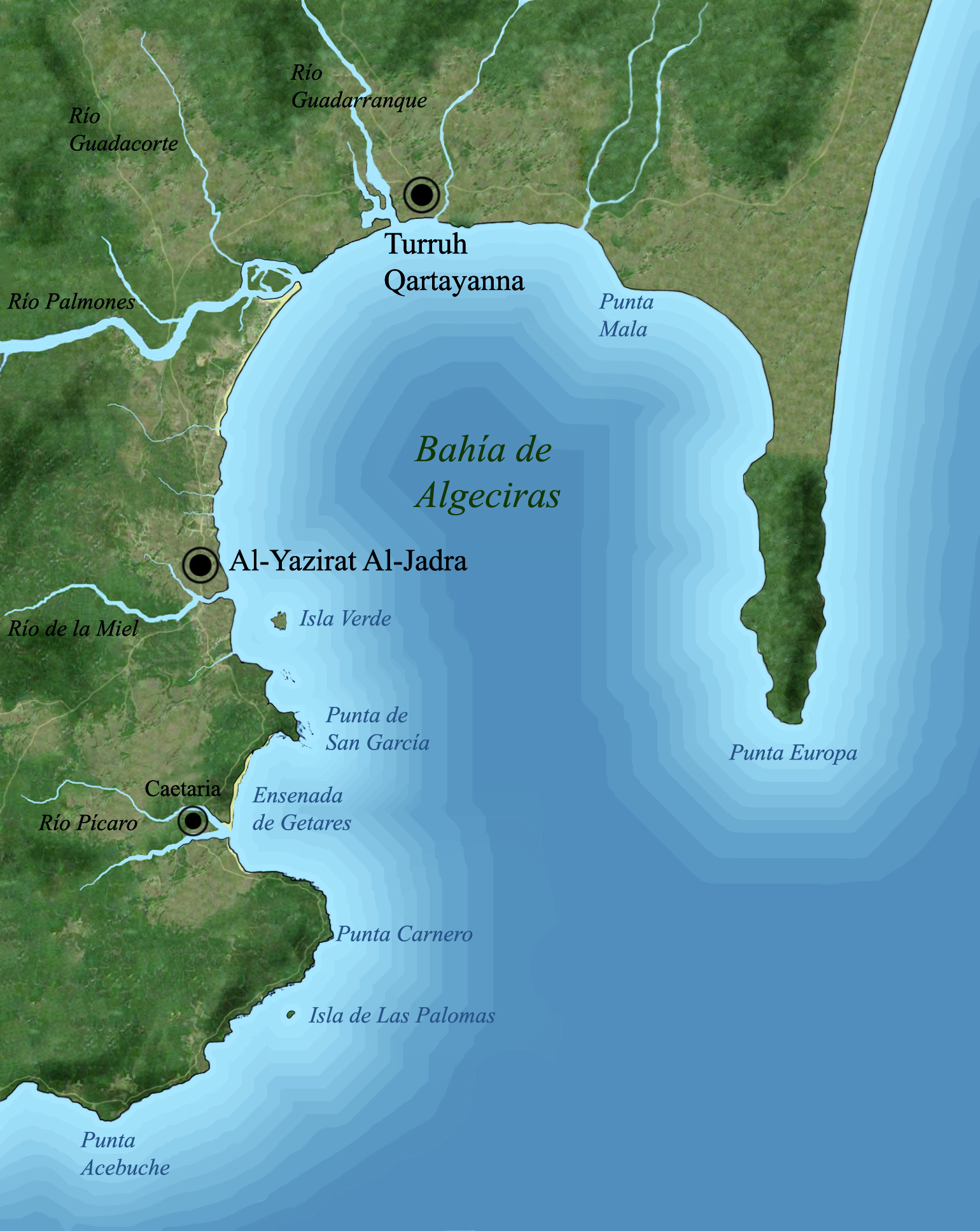
Situación de la bahía de Algeciras, sus poblaciones y principales accidentes costeros a mediados del

Tras pasar el estrecho de Gibraltar, la flota vikinga arriba a la bahía de Algeciras en algún momento del año 859 (245 de la hégira). Estaba formada por 62 barcos vikingos que, según Al-Zuhri en su Kitab al-Yu'rafiya, eran denominados por los árabes qaraqir (carracas). Eran barcos de gran porte, con velas cuadradas que navegaban tanto hacia delante como hacia atrás. Comandada esta flota por Hasting Alsting y Björn Ragnarsson Jernside, en la bahía de Algeciras se encuentran con la ciudad de Al Yazira Al-Jadra, el principal puerto del sur de la península y la única ciudad de entidad de la costa septentrional del Estrecho.
La ciudad de Al Yazira Al-Jadra estaba formada en estos años por una única villa (a la que en el siglo XIII se le añadiría otra) en la margen izquierda del río de la Miel, cuyo estuario le servía de puerto y frente a una isla que le daba nombre. La medina había sido fundada en el año 712 sobre las ruinas de la ciudad romana de Iulia Traducta por los primeros contingentes árabes que, provenientes del norte de África, iban a emprender la conquista del reino visigodo de Hispania.
Las fuentes escritas son escasas al relatar estos hechos. Según refiere el historiador Ali ibn al-Athir, antes de tomar la ciudad las tropas vikingas acamparon en algún lugar en las proximidades de la ciudad. Organizados desde este campamento, los vikingos ponen sitio a la medina. Se desconoce el número de tropas presentes en la ciudad, si es que las había, y el estado de sus defensas, aunque se tiene constancia de algún tipo de sistema de murallas en Al Yazirat unos años antes del asalto. Según el testimonio de Ibn Hayyan a mediados del siglo IX, en previsión de una escisión religiosa protagonizada por el cadí de la ciudad Ibn Nasih, el por entonces emir de Córdoba Alhakén I se había presentado ante las puertas de la ciudad para reclamar su reconocimiento como emir.
Aunque no haya referencia directa a un sistema de murallas en la ciudad hasta unos años después del ataque vikingo, cabe suponer por ello que en la ciudad debía existir algún tipo de construcción defensiva, posiblemente las murallas romanas o bizantinas reconstruidas, porque los defensores yaziríes lograron resistir hasta tres días el asedio según refiere la Primera Crónica General de España.

... (los normandos) combatiéronla tres días, et prisiéronla, et quemáronla, et levaron ende grand aver.
Primera Crónica General de España.

Tras tres días de asedio, los invasores consiguieron penetrar en la ciudad, causando una gran matanza entre sus ciudadanos y obligando al resto a huir de la ciudad y refugiarse en las alquerías cercanas. Una vez en la medina, los asaltantes saquearon las casas de los notables, logrando hacerse con todo aquello de valor que encontrasen. Asaltaron y saquearon también las mezquitas de la ciudad para después incendiarlas. Una vez más, las fuentes escritas dan versiones diferentes del asalto de las mezquitas. El historiador Ibn Idari hace referencia al incendio de una única mezquita, la mezquita aljama o mezquita principal. Este edificio de ocho naves había sido mandado edificar sobre los restos de una iglesia en el año 780 durante el reinado de Abd al-Rahman I y era obra del arquitecto Abd-Allah ben Jalid. Todo parece indicar que esta mezquita se encontraba en el cerro de la Matagorda, actual barrio de San Isidro, y era conocida en al-Ándalus por ser la primera de las construidas en Europa. Otros historiadores, por ejemplo, al-Himyari en su Kitab al-Rawd al-Mitar y citando a al-Idrisi, señalan, sin embargo, que junto a esta mezquita se incendió también otra, llamada Mezquita de las Banderas. La mezquita de las Banderas era un oratorio de mediano tamaño situada en un barrio comercial de la medina, junto a la Puerta del Mar; era llamada así por haber sido el lugar en el que los vikingos plantaron sus banderas tras entrar en la medina. Este hecho, la plantada de banderas junto a la mezquita, tampoco está del todo claro, pues Abd-al-Walid al-Marrakusi refiere que se llamaba así por haber sido el lugar en el que Tarik plantó las banderas tras el desembarco de 711.
El saqueo e incendio de las mezquitas de la localidad parece haber sido el hecho detonante de la respuesta de la población yazirí. Reorganizados en las afueras de la medina, quizás con apoyo de otras localidades cercanas o de tropas emirales, regresaron a la ciudad, enfrentándose a los vikingos y obligándoles a volver a sus bajeles y hacerse a la mar no sin antes abatir a varios de ellos y capturar dos de sus buques. Tras el incidente, las tropas de Hasting y Björn atraviesan el estrecho de Gibraltar para saquear varias ciudades norteafricanas y luego continúan por la costa peninsular hasta Murcia, Orihuela y hacia la costa de Francia para remontar después el río Ebro hasta Pamplona.
En Al-Yazirat Al-Hadra comienza pronto la reconstrucción de las mezquitas sobre los restos calcinados de las anteriores utilizando la madera de los barcos capturados para construir los batientes de las puertas de la Mezquita Aljama (o de la de las Banderas según las fuentes). Se emprende también la construcción, o reconstrucción, de las murallas de la medina por orden del emir Muhammad I.